# 阿爾弗雷茲·芬博阿松
阿尔弗雷兹·芬博阿松（1989年2月1日—）是一位冰島足球運動員，場上司职前锋，現效力於比利時職業聯賽球隊奧伊本。他是2013-14賽季荷蘭甲組足球聯賽的神射手。

## 俱樂部生涯

### 奧格斯堡
2016年2月1日，阿尔弗雷兹被租借到奧格斯堡。五天後，他在2-1擊敗因戈爾施塔特的比賽中替補登場。他在2月28日的第三場比賽中打進了自己的第一個進球，幫助奧格斯堡2-2戰平門興格拉德巴赫。他在租借時的14場比賽中打進7球。
2016年7月1日，阿尔弗雷兹被奧格斯堡永久買斷。

## 榮譽

### 俱樂部
奧林匹亞科斯
- 希臘足球超級聯賽冠軍：2015–16賽季

### 個人
- 冰島足球超級聯賽年度最佳球員：2010年[4]
- 荷兰足球甲级联赛年度最佳射手：2013–14賽季

## 外部連結
- Soccerway資料庫：阿爾弗雷茲·芬博阿松